# Győr-Moson-Sopron
Győr-Moson-Sopron is het noordwestelijkste comitaat (megye) van Hongarije. Het comitaat telt 447 985 inwoners (2011). Het wordt begrensd door Slowakije in het noorden, Oostenrijk in het westen en de comitaten Komárom-Esztergom in het oosten en Vas en Veszprém in het zuiden. De hoofdplaats is Győr.
De twee grootste steden Győr en Sopron zijn steden met comitaatsrecht. De op twee na grootste stad in Győr-Moson-Sopron is Mosonmagyaróvár. Nog zes andere plaatsen hebben ook de status van stad.

## Geschiedenis
Het comitaat heeft zijn huidige naam en begrenzing sinds 1990 resp. 1950. Tot 1990 heette het comitaat Győr-Sopron. Het ontstond in 1950 uit de samenvoeging van de comitaten Győr-Moson-Pozsony en Sopron. Győr-Moson-Pozsony was in 1924 het resultaat van de samenvoeging van de (resten van de) comitaten Győr, Moson en Pozsony, die voor een groot deel in 1920 aan Hongarijes buurlanden waren toegevallen. Ook Sopron had sinds 1920 nog maar een klein grondgebied.

## Bevolking
Het comitaat telde bij de volkstelling van 2011 447.985 inwoners. Hiervan behoorden er 22.533 tot de minderheden. De belangrijkste minderheden zijn de Duitsers die met 5145 personen 2,7 procent van de bevolking vormen. Zij worden gevolgd door de Roma (3329 personen), Kroaten (2787 personen) en de Slowaken (1522 personen).
Het comitaat maakt door haar ligging nabij Wenen, Bratislava en Boedapest de laatste jaren een gunstige economische ontwikkeling door. Dankzij de vestiging van nieuwe bedrijven is het comitaat de snelstgroeiende regio in Hongarije.

### Demografische ontwikkeling
| Jaar             | 1980    | 1990    | 2001    | 2011    | 2015    | 2019    | 2020    |
| ---------------- | ------- | ------- | ------- | ------- | ------- | ------- | ------- |
| Bevolkingsaantal | 439.502 | 432.926 | 432.717 | 447.985 | 452.638 | 467.144 | 473.141 |

## Districten in Győr-Moson-Sopron
Het comitaat is sinds 2013 verdeeld in de volgende districten (Járások als vervangers van de voorheen bestaande deelgebieden (Kistérségek):
| District        | Hoofdstad       | Oppervlakte | Inwoners (2013) | Plaatsen | Steden |
| --------------- | --------------- | ----------- | --------------- | -------- | ------ |
| Csorna          | Csorna          | 579.77      | 32 628          | 33       | 1      |
| Győr            | Győr            | 903.41      | 193 445         | 35       | 1      |
| Kapuvár         | Kapuvár         | 372.14      | 23 326          | 19       | 2      |
| Mosonmagyaróvár | Mosonmagyaróvár | 899.97      | 72 839          | 26       | 2      |
| Pannonhalma     | Pannonhalma     | 312.35      | 15 273          | 17       | 1      |
| Sopron          | Sopron          | 867.75      | 100 155         | 39       | 3      |
| Tét             | Tét             | 272.62      | 14 161          | 14       | 1      |

## Steden en dorpen

### Steden met comitaatsrecht
- Győr
- Sopron

### Andere steden
(gesorteerd naar bevolkingsomvang, volgens de census van 2001)
- Mosonmagyaróvár (30.424)
- Csorna (10.848)
- Kapuvár (10.684)
- Jánossomorja (5998)
- Tét (4113)
- Pannonhalma (4098)
- Fertőd Eszterházy (3403)

### Dorpen
| - Abda - Acsalag - Ágfalva - Agyagosszergény - Árpás - Ásványráró - Babót - Bágyogszovát - Bakonygyirót - Bakonypéterd - Bakonyszentlászló - Balf - Barbacs - Beled - Bezenye - Bezi - Bodonhely - Bogyoszló - Bőny - Börcs - Bősárkány - Brennbergbánya - Cakóháza - Cirák - Csáfordjánosfa - Csapod - Csér - Csikvánd - Darnózseli - Dénesfa - Dör - Dunakiliti - Dunaremete - Dunaszeg - Dunaszentpál - Dunasziget | - Ebergőc - Écs - Edve - Egyed - Egyházasfalu - Enese - Farád - Fehértó - Feketeerdő - Felpéc - Fenyőfő - Fertőboz - Fertőendréd - Fertőhomok - Fertőrákos - Fertőszentmiklós - Fertőszéplak - Gönyű - Gyalóka - Gyarmat - Gyömöre - Győrasszonyfa - Győrladamér - Gyóró - Győrság - Győrsövényház - Győrszemere - Győrújbarát - Győrújfalu - Győrzámoly - Halászi - Harka - Hédervár - Hegyeshalom - Hegykő - Hidegség | - Himod - Hövej - Ikrény - Iván - Jobaháza - Kajárpéc - Károlyháza - Kimle - Kisbabot - Kisbajcs - Kisbodak - Kisfalud - Kóny - Kópháza - Koroncó - Kunsziget - Lázi - Lébény - Levél - Lipót - Lövő - Maglóca - Magyarkeresztúr - Máriakálnok - Markotabödöge - Mecsér - Mérges - Mezőörs - Mihályi - Mórichida - Mosonszentmiklós - Mosonszolnok - Mosonudvar - Nagybajcs - Nagycenk | - Nagylózs - Nagyszentjános - Nemeskér - Nyalka - Nyúl - Osli - Öttevény - Páli - Pásztori - Pázmándfalu - Pér - Pereszteg - Petőháza - Pinnye - Potyond - Püski - Pusztacsalád - Rábacsanak - Rábacsécsény - Rábakecöl - Rábaköz - Rábapatona - Rábapordány - Rábasebes - Rábaszentandrás - Rábaszentmihály - Rábaszentmiklós - Rábatamási - Rábcakapi - Rajka - Ravazd - Répceszemere - Répcevis - Rétalap - Röjtökmuzsaj - Sarród | - Sikátor - Sobor - Sokorópátka - Sopronbánfalva - Sopronhorpács - Sopronkövesd - Sopronnémeti - Szakony - Szany - Szárföld - Szerecseny - Szil - Szilsárkány - Táp - Tápszentmiklós - Tarjánpuszta - Tárnokréti - Tényő - Töltéstava - Újkér - Újrónafő - Und - Vadosfa - Vág - Vámosszabadi - Várbalog - Vásárosfalu - Vének - Veszkény - Veszprémvarsány - Vitnyéd - Völcsej - Zsebeháza - Zsira |